# Савез милитантних атеиста
Савез милитантних атеиста или Савез борбених атеиста (раније Савез атеиста; лист Друштво пријатеља атеиста) је била јавна организација атеиста у Совјетском Савезу која је постојала од 1925. до 1947. године. За циљ је имала идеолошку и друге облике борбе против религије у свим њеним манифестацијама. Емељан Јарославски је био председник Централног савета СВБ свих година од оснивања до 1943. године. После његове смрти 1943, па све до распуштања СВБ 1947. године , председник  је био Фјодор Олешчук .

## Историја покрета
Почетак покрета сматра се стварањем 1921. Вороњешког непартијског друштва атеиста. Одлучујућу улогу у настанку Савеза милитантних атеиста одиграо је лист „Атеист“, који је излазио од 1922. године. Око листа се брзо развила мрежа дописника и читалаца. Септембра 1923. Антирелигијска комисија ЦК КП СССР сматрала је прогресивним стварање атеистичких кругова. У августу 1924. године у Москви је формирано Друштво пријатеља атеиста (ОДГБ).
У новембру 1924. Антирелигијска комисија, а у децембру - Организациони биро ЦК, подржали су пројекат стварања свесавезног безбожног друштва. Створена је посебна комисија, која је почела да се припрема за конгрес атеиста.
Први конгрес ОДГБ, који је одржан у априлу 1925. године, на њему је одлучено да се створи јединствено свесавезно антирелигијско друштво, под називом Савез атеиста . Исте године појавио се месечни научно-методолошки часопис „Антирелигиозни“, који је постао орган Централног савета Савеза атеиста СССР-а.
Комунистичке власти су се надале да ће стварање сверуске организације помоћи да се са кампања и површних напада на религију пређе на систематски рад, који би укључивао партијске, комсомолске, културне и образовне структуре, као и широке масе становништва.
У Москви је 11-15. јуна 1929. одржан 2. конгрес ОДГБ, који је окупио 1200 делегата (међу њима је било 109 сељака, 264 радника, 575 службеника и студената) и дао организацији познато име. Ту су биле и позване делегације Интернационале пролетерских слободоумника (ПСИ) из Немачке, Аустрије, Белгије, Француске итд. На конгресу су говорили Николај Бухарин, Анатолиј Луначарски, Максим Горки, Демјан Бедни, Владимир Мајаковски. Конгрес је преименовао организацију у „Савез милитантних атеиста“, а такође је одобрио нову верзију Повеље СССР СББ. На конгресу је дечји безбожни покрет формиран у организацију Младих борбених атеиста (ЈУВБ СССР).

## Активност
Савез борбених атеиста је одмах покренуо велики рад на промоцији атеизма, стварању музеја и изложби, издавању научне и научнопопуларне литературе, као и низу периодичних издања - Атеист новине, Безбожник, Антирелигијски часописи, "Милитантни атеизам", "Млади атеисти" и друге штампане публикације на различитим језицима народа СССР-а. Издавачка кућа Атеист (касније Државна антирелигијска издавачка кућа, ГАИЗ) објавила је велику количину атеистичке литературе.
Примарне организације СББ биле су активне у фабрикама, колхозима и образовним установама. Године 1940. број ћелија СББ достигао је 96 хиљада, а број чланова синдиката - око 3 милиона људи. Много пажње се поклањало припремном раду атеистичких кадрова. За то су отворени посебни редовни и дописни курсеви, где су се обучавали атеистички пропагандисти. Такође, СББ је био ангажован на увођењу нових, нерелигиозних празника и обреда у живот совјетских људи.
Заједно са СББ постојало је „Друштво за развој и ширење идеје кремације у РСФСР“ (ОРРИЦ; 1927-1932), које је промовисало „ватрено сахрањивање“, претворено 1932. у Сверуско кремирање. 

## Распуштање
Након избијања Великог отаџбинског рата, СББ је, без званичног распуштања, обуставио своје активности, а њен шеф Емељан Јарославски, као партијски и државни лидер, у овом тренутку је наставио да се бави хитнијим питањима. У јулу 1941. изашао је последњи број Атеиста, пошто је папира недостајало.
1947. године СББ је званично распуштен, а његове активности су пренете на Свесавезно друштво за ширење политичких и научних знања (друштво „Знање“) . Ту су пренета и сва материјална средства СББ . Окосницу специјалиста за научну и атеистичку пропаганду у новом друштву чинили су „они стари кадрови који су се раније називали атеистима“.